# 전병헌
전병헌(田炳憲, 1958년 3월 17일~)은 대한민국의 정치인이다. 제17·18·19대 국회의원이었으며, 새정치민주연합 최고위원 겸 원내대표와, 문재인 정부의 정무수석 등을 역임하였다.

## 생애
전병헌은 충청남도 홍성군 구항면 내현리에서 태어났다. 구항국민학교 재학 중 서울로 이주하여 휘문고등학교를 졸업했고, 1981년 고려대학교 정치외교학과, 경제학과 복수전공으로 졸업했다. 대한민국 육군 학사사관 1기로 육군 소위로 임관된 뒤 예비역 중위로 제대했다. 2000년 고려대학교 정책대학원 경제학 석사를 취득했다.
1988년 평화민주당 당보 편집국장으로 정치생활을 시작했다. 1997년 김대중 대통령 대통령직인수위원회 정무 전문위원을 지냈다. 1998년 대통령 정무비서관, 1999년 대통령 정책기획 비서관, 2001년 청와대 국정상황실장, 2002년 국정홍보처 차장을 지냈다.
2004년 서울 동작갑으로 제17대 국회의원 선거에 당선되어 3선 국회의원을 지냈다. 초선 때 열린우리당 대변인, 원내부대표, 정책위원회 부의장을 지냈고, 재선 의원 시절에 국회 문화체육관광방송통신위원회 위원과 민주당 간사, 국회 예산결산특별위원회 위원, 민주당 정책위원회 의장 등을 맡았다. 민주당 전략기획위원장, 정책위의장을 차례로 역임했으며,, 정책위 의장(2010.6~2011.5) 민주당의 3+1(무상급식,무상보육, 무상의료(+대학생 반값등록금))보편적 복지정책을 이끌었다. 2004년 10월에는 독립운동가인 장준하가 일본군을 탈영했다는 기록 내용을 찾아내어 공개하고 사실임을 입증하였다.
국회 문화체육관광방송통신위원회, 국회 독도영토수호대책특별위원회, 국회 기후변화대응 녹색성장특별위원회에서 활동했고, 국회 기후변화특위에서는 민주당 간사로 선임돼 활동했다. 2011년 민주당 서울시 수해 진상조사단 단장으로 활동했다.
2017년 5월 14일 문재인 정부 정무수석으로 임명되었으나, 롯데홈쇼핑으로부터 뇌물 수수 혐의가 불거지자 2017년 11월 16일 사의를 표명했다. 검찰은 전병헌에게 제3자 뇌물과 뇌물수수 그리고 업무상 횡령 혐의 등을 적용하여 구속영장을 청구하였으나 법정에서 다퉈야 될 사안들이 상당한 점을 들어 기각되었다. 대법원 3부(주심 이동원 대법관)는 뇌물수수와 정치자금법 위반 혐의에 대해 징역 1년과 집행유예 2년, 벌금 2,000만 원을 선고한 원심을 확정했다. 일부 업무상 횡령 혐의에 대한 징역 8월과 집행유예 2년형도 유지했다.
2022년 12월 윤석열 정부 특별사면 대상자에 올라 피선거권이 회복되었다.  
전병헌은 오래전부터 대한예수교장로회 은혜교회를 다녔고 현재는 안수집사로 있기도 하다.

## 학력
- 1965년 구항국민학교 전퇴
- 1971년 서울강남국민학교 졸업
- 1974년 영등포중학교 졸업
- 1977년 휘문고등학교 졸업
- 1981년 고려대학교 정치외교학·경제학 학사
- 2000년 고려대학교 정책대학원 경제정책학 석사

## 경력
- 육군 학사사관 중위 전역
- 평화민주당·신민주연합당·민주당 편집국장(최연소·최장수)
- 새정치국민회의 홍보수석위원
- 제15대 대통령 선거 새정치국민회의 김대중 대통령 후보 대선기획단 기획위원
- 김대중 정부 대통령비서실 정무비서관
- 김대중 정부 대통령비서실 정책기획비서관
- 김대중 정부 대통령비서실 국정상황실장
- 김대중 정부 국정홍보처 차장
- 2004년 4월 15일: 대한민국 제17대 국회의원 선거 당선(서울 동작구 갑, 열린우리당, 초선)
- 2008년 4월 9일: 대한민국 제18대 국회의원 선거 당선(서울 동작구 갑, 통합민주당, 재선)
- 민주당 서울특별시당 동작구 갑 지역위원회 위원장
- (사)한국소아당뇨인협회 상임고문
- 한국 e스포츠 협회 협회장
- 민주통합당 서울특별시당 동작구 갑 지역위원회 위원장
- 2012년 4월 11일: 대한민국 제19대 국회의원 선거 당선(서울 동작구 갑, 민주통합당, 3선)
- 민주당 서울특별시당 동작구 갑 지역위원회 위원장
- 새정치민주연합 서울특별시당 동작구 갑 지역위원회 위원장
- 더불어민주당 서울특별시당 동작구 갑 지역위원회 위원장
- 국제 e스포츠 연맹 회장
- 문재인 정부 대통령비서실 정무수석비서관
- 대한직장인체육회 고문
- 전국배드민턴협회 고문
- 재단법인 김대중기념사업회 기획위원장 (제명)
- 재단법인 김대중기념사업회 김대중 대통령 탄신 100주년 기념준비위원회 기획위원장 (제명)
- 재단법인 김대중기념사업회 이사 (제명)
- 재단법인 김대중기념사업회 동작구지회 고문 (제명)
- 새로운미래 총선백서위원장
- 새로운미래 당대표
- 새로운미래 서울특별시당 동작구 갑 지역위원회 위원장
- 새미래민주당 당대표
- 새미래민주당 서울특별시당 동작구 갑 지역위원회 위원장

## 정치 활동

### 제17대 국회
- 2004년 5월 30일~2008년 5월 29일: 제17대 국회의원(서울 동작구 갑, 열린우리당→대통합민주신당→통합민주당, 초선)
- 제17대 국회 전반기 운영위원회 위원
- 제17대 국회 전반기 정무위원회 위원 겸 법안심사소위원장
- 제17대 국회 후반기 문화관광위원회 위원 겸 열린우리당 간사 겸 법안심사소위원장
- 제17대 국회 금융정책연구회 연구위원
- 제17대 국회 바른정치실천연구회 총무위원
- 열린우리당 대변인
- 열린우리당 원내부대표
- 열린우리당 정책위원회 부의장
- 대통합민주신당 창당기획단장

### 제18대 국회
- 2008년 5월 30일~2012년 5월 29일: 제18대 국회의원(서울 동작구 갑, 통합민주당→민주당→민주통합당, 재선)
- 제18대 전반기 국회 문화체육관광방송통신위원회 위원 겸 민주당 간사
- 제18대 국회 예산결산특별위원회 위원
- 제18대 국회 민생안정대책특별위원회 위원 겸 민주당 간사
- 민주당 정세균 대표 특보단 단장
- 민주당 정책위원회 상임부의장
- 민주당 정책위원회 의장
- 제18대 후반기 국회 기획재정위원회 위원
- 제18대 국회 독도수호영토대책특별위원회 위원
- 제18대 국회 기후변화대응ㆍ녹색성장특별위원회 민주당 간사

### 제19대 국회
- 2012년 5월 30일~2016년 5월 29일: 제19대 국회의원(서울 동작구 갑, 민주통합당→민주당→새정치민주연합→더불어민주당, 3선)
- 제19대 국회 전반기 문화체육관광방송통신위원회→미래창조과학방송통신위원회 위원
- 민주당 원내대표
- 새정치민주연합 원내대표
- 제19대 국회 후반기 미래창조과학방송통신위원회 위원
- 제19대 국회 국민안전혁신특별위원회 위원장
- 새정치민주연합 최고위원
- 더불어민주당 최고위원

## 가족
전병헌은 슬하에 1남 1녀를 두고있다. 딸 전지원은 고려대학교 경제학과 06학번으로 제43대 고려대학교 총학생회 학생회장을 역임하였다.
- 배우자: 조영아
- 자녀: 1남 1녀

## 역대 선거 결과
|  | 25.30% |

|  | 43.25% |

|  | 44.86% |

|  | 55.56% |

|  | 4.48% |

## 소속 정당
| 소속 정당 | 소속 정당      | 소속 기간 | 비고      |
| --------- | -------------- | --------- | --------- |
|           | 평화민주당     | 1988~1991 | 정계 입문 |
|           | 신민주연합당   | 1991      | 당명 변경 |
|           | 민주당         | 1991~1995 | 합당      |
|           | 무소속         | 1995      | 탈당      |
|           | 새정치국민회의 | 1995~2000 | 창당      |
|           | 새천년민주당   | 2000~2003 | 합당      |
|           | 무소속         | 2003      | 탈당      |
|           | 열린우리당     | 2003~2007 | 창당      |
|           | 대통합민주신당 | 2007~2008 | 합당      |
|           | 통합민주당     | 2008      | 합당      |
|           | 민주당         | 2008~2011 | 당명 변경 |
|           | 민주통합당     | 2011~2013 | 합당      |
|           | 민주당         | 2013~2014 | 당명 변경 |
|           | 새정치민주연합 | 2014~2015 | 합당      |
|           | 더불어민주당   | 2015~2017 | 당명 변경 |
|           | 무소속         | 2017~2023 | 탈당      |
|           | 더불어민주당   | 2023~2024 | 복당      |
|           | 무소속         | 2024      | 탈당      |
|           | 새로운미래     | 2024      | 입당      |
|           | 새미래민주당   | 2024~현재 | 당명 변경 |

## 수상
- 2004년~2010년: 시민사회 선정 7년 연속 국정감사 우수의원
- 2008년~2010년: 시민일보 선정 의정대상 수상
- 제36회 한국남성컬렉션 2008년도 베스트드레서 선정
- 황조근정훈장(청와대 최우수 모범 공직자)

## 저서
- 2006년: 전병헌 아저씨,정치가 뭐예요??
- 2007년: 전병헌 비타민 정치
- 2010년: 전병헌 비타민 발전소
- 2011년: 전병헌 비타민 복지

## 논란 및 사건
- 18대 전반기 국회 문화체육관광방송통신위원회 민주당 간사를 맡은 전병헌 의원은 '언론악법 투쟁'으로 일컬어지는 종합편성채널을 둘러싼 '미디어법 논란'에서 한나라당과의 전선을 이끌었다.[20][21]
- 전병헌 의원은 '불가역적' 성격을 띄는 미디어법에 대해서 여야가 '합의'처리 해야함에도 불구하고 단독 강행처리 하는데 강력하게 항의했으며, 시민사회와 함께 이러한 한나라당의 단독 강행 처리 저지를 맨 앞에서 진두 지휘했으며, 한나라당 대리투표 행위에 대해서도 채증단장으로 맹활약했다.[22][23]
- 2010년 6.2지방선거에서는 전략기획위원장으로 민주당의 승리를 이끄는데 큰 힘을 발휘했으며,[24] 이후 민주당 정책위 의장으로 취임해 5개 분야 30대 민생정책[25] 등 생활중심정치와 민주당의 보편적복지 실천프로그램 '무상급식, 무상의료, 무상보육, 반값등록금'이라는 3+1복지정책을 발표, 보편적 복지를 사회적 화두로 던지는데 앞장섰다.
- 손학규 민주당 대표는 "대한민국 정치에 있어서 정책지형이 바뀌었다. 전병헌 의장의 탁견과 미래를 보는 감각, 그리고 우리 사회에 당면한 시대적 과제, 시대정신에 대해 높이 평가한다"고 정책위 의장 활약상을 평가했다.[26]
- 전병헌 의원은 대한민국 국회의원 최초로 애플 앱스토어에 '전병헌 앱'을 출시에 화제를 모으기도 했다.[27]
- 국회 독도영토수호대책특위 위원으로 최근 독도, 동해 논란에 대해 일본인의 독도입도금지 등 선제적 독도 외교가 이뤄져야 한다고 천명하는 등 국회 내에서 대표적인 독도수호활동 정치인으로 꼽힌다.[28]
- 2011년 7월 27일 서울시 폭우로 인해 19명이 사망하는 수해가 발생하자, 민주당 서울시 수해진상조사단을 꾸려서, 주민의 안전과 직결되는 수해행정에 대해 서울시가 안이하고 무능한 모습을 보인 것에 대해 강력하게 비판했다.[29][30][31]
- 2011년 3월 전병헌 의원이 대표 발의한 일명 오픈마켓법이 국회 본회의를 통과했다.[32]
- 2011년 12월 게임물등급위원회(일명 게임위, 게등위)의 해체를 이끌었다.[33]

### 장준하 탈영 기록 확보
장준하 등이 일본군을 탈영했다는 주장의 진실을 찾기 위해 2004년 열린우리당 소속 국회의원이던 전병헌은 직접 일본군 측 자료를 찾고 조사하던 중 장준하의 일본군 탈영 증거와 병적기록부(유수명부)를 발굴해냈다. 이는 2004년 10월 국회 정무위원회에서 언론에 공개했다. 이로써 돌베개 등 소수의 자료에 언급된 장준하의 탈영 주장은 사후 30년만에 사실로 확인되었다.
당시 열린우리당 전병헌 국회의원은 2004년 10월 6일 "<유수명부(留守名簿)>에 남겨진, 장준하 선생이 1944년 1월 일본 학도병으로 징집되었다가, 그해 7월 7일 중국 서주에서 탈출해 6000리 대장정 끝에 중경에 도착, 한국 광복군에 합류했다는 기록이 발견됐다"며 "이 기록은 장 선생의 자서전 <돌베개>의 기록과도 일치한다"고 밝혔다. 이로써 장준하 선생의 일본군 징집 및 탈출 기록이 공개되었다.
전 의원에 의해 공개된 자료에 따르면, <유수명부>에서 찾아낸 장준하 선생의 이름(장안준하·張安俊河), 소속부대(제7991부대), 생년월일 및 본적지(평안북도 삭주군 외남면 대관동 258), 부친의 성명(장석인·張錫仁), 역종·병종 및 계급, 공탁금 번호와 상단에 탈출일자 및 탈출지 등이 기재돼 있다. 전체 114권으로 구성된 '유수명부'는 일본군의 해외파견 군인·군속의 명부로 탈출(逃亡) 및 이탈, 사망 등 행방불명된 자의 기록을 날짜와 장소와 함께 기록돼 있으며, 일본군으로부터 이탈하거나 탈출한 한국인 병사들에 대한 기록이 각 권 뒷부분에 따로 정리돼 있다.
병역 내용에 의하면 1944년(소화 19년) 1월 20일 일본군 제65사단 7991부대에 배치됐으며, 같은 해 7월7일 중국 장쑤성(江蘇省) 쉬저우(徐州)에서 탈영한 것으로 나타났다. 명부는 상단에 ‘도망(逃亡) 쉬저우’라고 기재, 장 선생의 탈영 사실을 밝히고 있다. 이는 장준하가 생전에 자서전 ‘돌베게’에서 밝힌 내용과 일치한다.

## e스포츠협회 후원금 의혹
전병헌의 비서관인 윤모씨가 국정감사 증인신청 철회 대가로 e스포츠협회에 후원금을 기부받았다는 의혹에서 시작된 검찰 수사가 전병헌을 직접 향했다. e스포츠협회에 대한 제3자 뇌물혐의를 본안으로 수사하던 검찰은 2차례 구속영장이 기각되자, 보강수사를 통해 추가 혐의들을 기소했다.
그러나 재판에서 본건이었던 제3자 뇌물혐의를 비롯해 대부분의 혐의는 무죄판결을 받았다. 본건 대부분이 무죄를 나오면서 검찰이 체면을 구겼다는 지적도 제기됐다.
2020년 7월 15일 서울고등법원은 전병헌에게 뇌물수수, 정치자금법위반으로 징역 1년 및 벌금 2000만원, 징역형의 집행유예 2년, 업무상횡령으로 징역 8월, 집행유예 2년 등 일부 혐의에 대해서만 유죄를 선고하였다.
2022년 12월 27일, 2022년 12월 28일자로 형선고 실효 특별사면 및 특별복권되었다.

## 같이 보기
- 동작구 갑
- 서울 동작구의 국회의원
- 대한민국의 대통령비서실 수석비서관